# (9731) 1982 JD1
(9731) 1982 JD1 là một tiểu hành tinh vành đai chính. Nó được phát hiện ở Đài thiên văn Palomar ở Quận San Diego, California, ngày 15 tháng 5 năm 1982.